# Song Nian

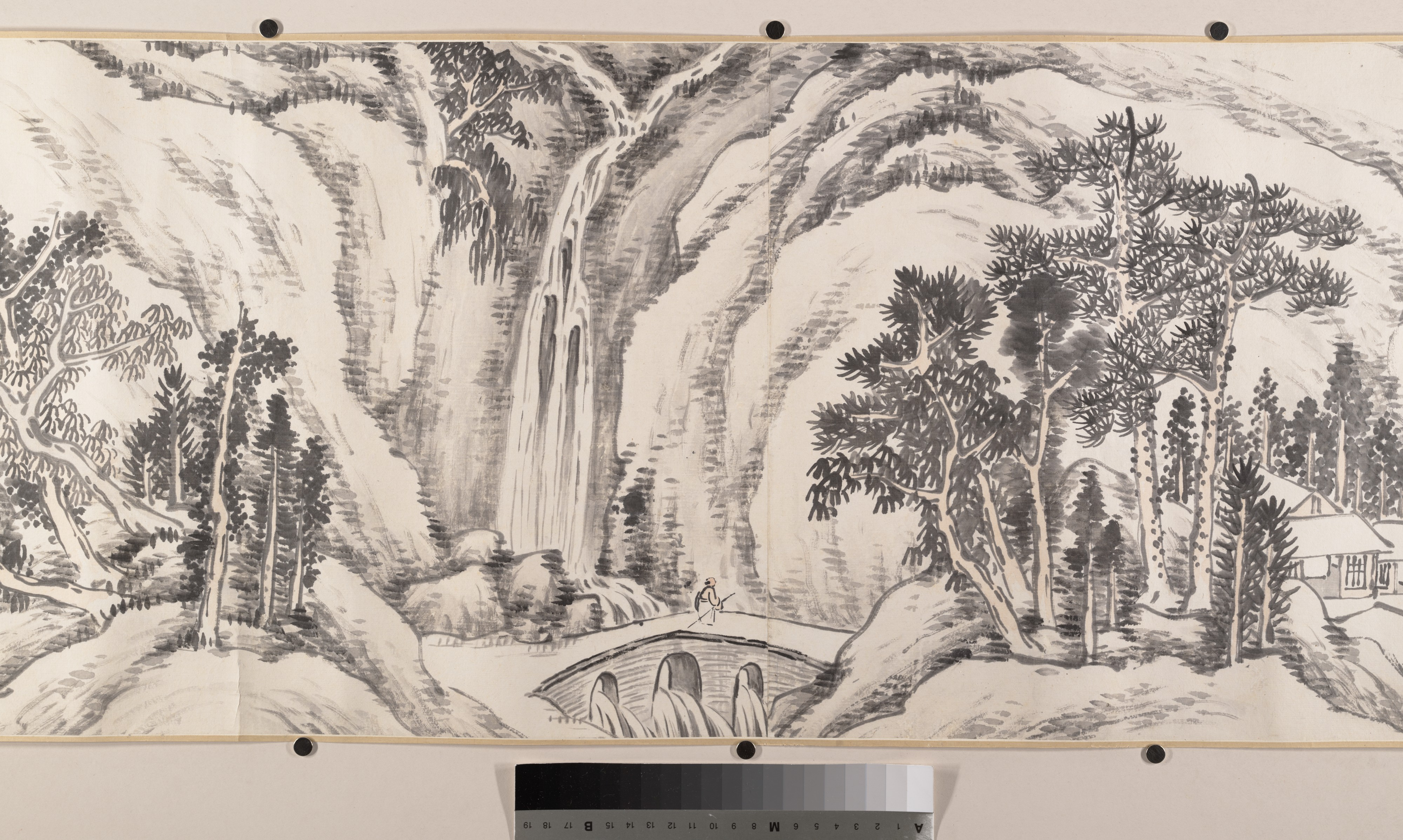

Song Nian ou Song Nien ou Sung Nien est un peintre chinois du XIXe siècle. Ses dates de naissance et de décès ainsi que ses origines, ne sont pas connues mais il est actif à la fin du dix-neuvième siècle.

## Biographie
Fonctionnaire, Song Nian, encore jeune, donne sa démission pour se consacrer à la peinture et à la calligraphie. Il est aussi l'auteur d'un traité, le Yiyuan Lun Hua, mélange de jugements critiques, principes esthétiques et procédés techniques. Les exposés techniques sont fondés sur une solide expérience technique et ses vues personnelles sont fortes et originales; il oppose l'impératif de création individuelle aux préceptes traditionnels d'imitation des Anciens.
Le manuscrit de son traité « Yiyuan Lun Hua » reste inconnu jusqu'à ce que Yu Jianhua fasse une première publication à tirage limité en 1925 (reproduit ensuite in Congkan, pp. 601-624). Conçu dans la forme habituelle des propos de peintre à bâtons rompus, mélange de jugements critiques, principes esthétiques, procédés techniques; mais le contenu est de très haute qualité. Biographie: (in Congkan, p. 23). Analyse: Huashi, vol. II, p. 285.

## Propos de peintre à bâtons rompus
- L'accomplissement de la règle[n 1].

Le compas et l'équerre sont les normes suprêmes du carré et du cercle, et les mouvements du Ciel et de la terre sont mesurables par le compas et l'équerre. Le vulgaire sait seulement mesurer avec le compas et l'équerre, mais il ignore quel est le principe qui régit les circonvolutions de l'Univers; aussi, l'Univers tient-il l'homme enchaîné dans les règles, et l'homme se plie aux règles en aveugle; qu'il s'agisse de règles induites ou déduites, de toute manière, il n'arrive jamais à saisir le pourquoi de leur existence. Mais les règles qu'on ne peut comprendre constituent un obstacle.
Aujourd'hui comme autrefois, si l'on ne peut réduire l'obstacle que dressent les règles, c'est parce que l'on ne comprend pas le principe de l'Unique Trait de Pinceau. Mais quand on a compris l'Unique Trait de pinceau, on n'a plus d'œillères et la peinture découle de l'esprit, et les obstacles s'écartent. La peinture qualifie les formes de tous les êtres de l'Univers. Comment peut-elle s'acquitter de cette mission sinon par le truchement du pinceau et de l'encre? L'encre vient de la Nature, épaisse ou fluide, sèche ou onctueuse, comme on veut. Le pinceau est contrôlé par l'homme, pour exprimer les contours, les rides, les différentes sortes de lavis, à son gré.
Les Anciens ne travaillent pas sans règles car, sinon, comment peuvent-ils brider le monde vulgaire? Mais l'Unique Trait de Pinceau n'implique ni ces limitations qui proviennent de l'absence de frein, ni ces limitations qui proviennent des règles établies. Dans la règle il n'y a pas d'obstacle, et dans l'obstacle il n'y a pas de règle. La règle naît de la peinture et la peinture fait reculer l'obstacle; la règle et l'obstacle ne se mêlent pas, et alors on atteint le principe du mouvement de l'Univers, le Dao de la peinture se manifeste et l'Unique Trait de Pinceau se trouve accompli,.
- Le Paysage[n 7].

La substance du paysage se réalise en atteignant le principe de L'univers.
La parure extérieure du paysage se réalise par la possession des techniques du pinceau et de l'encre.
Si l'on s'attache à cette seule parure extérieure sans tenir compte du principe, le principe se trouve en péril.
Si l'on s'attache au seul principe, au mépris de la technique, la technique devient médiocre.
Les Anciens ont bien compris ce péril et cette médiocrité, et c'est pourquoi ils s'emploient à réaliser la Synthèse de l'Un.
Si l'Un n'est pas clairement saisi, la multiplicité des êtres fait écran.
Si l'Un est totalement saisi, la multiplicité des êtres révèle son ordre harmonieux.
Le principe de la peinture et la technique du pinceau ne sont rien d'autre que la substance intérieure de l'Univers d'une part, et d'autre part sa parure extérieure.
L'altier et le lumineux sont la mesure du Ciel, l'étendu et le profond sont la mesure de la Terre,.
Le Ciel enlace le Paysage au moyen des vents et des nuages;
La Terre anime le Paysage au moyen des rivières et des rochers.
C'est en fonction de cette mesure du Ciel que l'âme du paysage peut varier; c'est en fonction de cette mesure de la Terre que peut s'exprimer le souffle organique du paysage. « Je » détiens l'Unique Trait de Pinceau, et c'est pourquoi je peux embrasser la forme et l'esprit du paysage. Maintenant, les Monts et les Fleuves me chargent de parler pour eux; Ils sont nés en moi, et moi en eux; j'ai cherché sans trêve des cimes extraordinaires, j'en ai fait des croquis, monts et fleuves se sont rencontrés avec mon esprit, et leur empreinte s'y est métamorphosée, en sorte que finalement ils se ramènent à moi, Dadi,.
- La méthode des rides.

Par le moyen des « rides », le pinceau suggère de relief vivant des choses; mais comme les formes des montagnes peuvent affecter mille aspects variés, il s'ensuit que cette expression de leur relief ne peut se réduire à une seule formule. Cependant les esprits vulgaires s'attachent seulement à l'aspect théorique des « rides » et perdent de vue les reliefs naturels qu'elles ont fonction de représenter. Si l'on se borne à tracer les rides à partir d'un caillou ou d'une motte de terre, le résultat ne fournit qu'un seul aspect restreint des rides, et non les rides véritables d'un paysage donné, considéré dans son entité concrète. Ces divers types de rides doivent se former à partir des diverses structures et du relief naturel des montagnes: il y a adaption entre telle montagne et telle ride, car la ride procède de la montagne,.